# Cyphon wittmeri
Cyphon wittmeri là một loài bọ cánh cứng trong họ Scirtidae. Loài này được Nyholm miêu tả khoa học năm 1970.